# Darley Abbey
Pour les articles homonymes, voir Darley.
Darley Abbey est un village du Derbyshire, en Angleterre, situé en périphérie de Derby sur les bords de la rivière Derwent et associé au site du patrimoine mondial des usines de la vallée de la Derwent.

## Histoire
Le monastère de Darley Abbey a été fondé vers 1160. Il a été presque entièrement détruit en 1538 lors de la dissolution des monastères. Il n'en demeure désormais que The Abbey Pub et une demeure sur Abbey Lane. Le village actuel a été fondé à la fin du XVIIIe siècle lorsque Thomas Evans a construit sa première usine cotonnière sur les rives de la Derwent. L'église St. Matthew a été construite en 1819. En 1831, la population était de 1 170 habitants et tous les travailleurs étaient employés dans les usines de la famille Evans.